# Cabreirés (lingüística)
El cabreirés es un dialecto perteneciente a la lengua asturleonesa que se habla en la comarca leonesa de Cabrera. Se desconoce el número de hablantes que lo usa. Algunas de sus características fonológicas y gramaticales se transfieren al castellano hablado en la comarca.

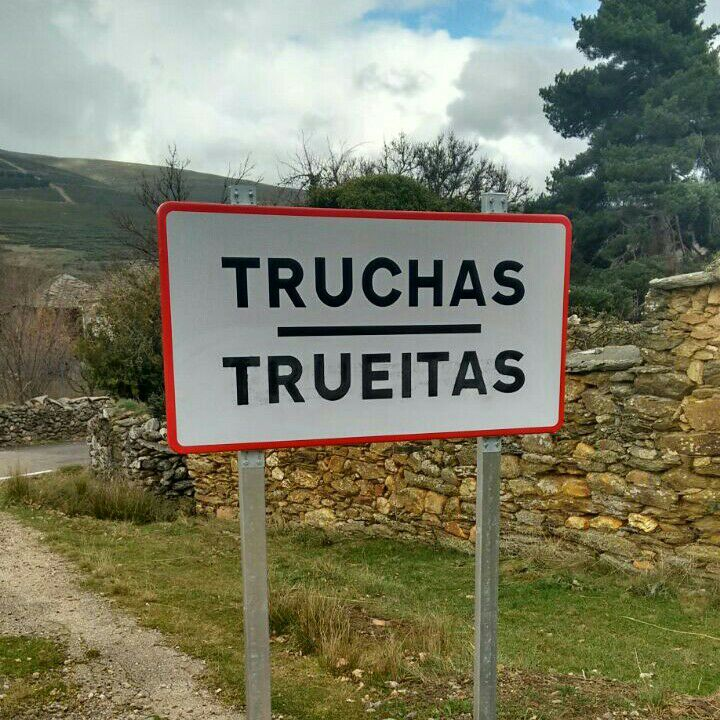
Desde el mes de julio de 2015, las localidades pertenecientes al Ayuntamiento de Truchas muestran en leonés y castellano los letreros de entrada y acceso a las mismas.

## Principales características
Las principales características que singularizan a este habla con respecto al castellano (algunas de ellas comunes a todas las variantes del leonés y del grupo lingüístico asturleonés) son:
- La /f-/ inicial latina se conserva.[1] Ej.: fégadu, feleitu, figu, fornu, febra, ferreiru y filu (hígado, helecho, higo, horno, hebra, herrero e hilo)
- La /l-/ inicial latina palataliza.[1] Ej.: llabranza, llobu, lluna, llinu y llana (labranza, lobo, luna, lino y lana).
- La /n-/ inicial latina palataliza.[1] Si bien no es tan habitual como el caso de la /l-/ supone uno de los elementos más característicos y genuinos de este dialecto. Ej.: ñabu, ñubrina, ñós y ñiñu (nabo, niebla, nosotros y niño).
- Triptongaciones en grupos de vocales extremas /ui/ que generan entre sí una vocal intermedia de transición /e/.:[1] mueitu, trueita, rueidu, bueitre y ruein (mucho, trucha, ruido, buitre y ruin).
- Triptongaciones en grupos de vocales extremas /iu/ que generan entre sí una vocal intermedia de transición /o/.:[1] friou, riou, tiou (frío, río, tío).
- La letra x representa un sonido fricativo palatal sordo.[1] Ej.: xilgueiru, xabón, xubir y xardón (jilguero, jabón, subir y encina)
- Los grupos iniciales latinos /pl-,cl-,fl-/ originan "ch-".[1] Ej.: Las palabras latinas flamma, pluvia y clavis evolucionan en chama, chuvia y chave (en castellano: llama, lluvia y llave).
- El grupo latino /-mb-/ se conserva.[1] Ej.: llamber, palomba y llombu (lamer, paloma y lomo).
- Esta variante mantiene el artículo en posición antepuesta al determinante posesivo.[1] Ej.: La nuesa fiya (en castellano: nuestra hija).

## Toponimia
El 27 de julio de 2015 y por iniciativa del Ayuntamiento de Truchas, fueron instalados los primeros carteles bilingües para la señalización de las direcciones y la entrada de los pueblos de este municipio respetándose la nomenclatura tradicional previo asesoramiento toponímico de la asociación El Teixu.

## Presencia en medios de comunicación
El diario digital La Fueya Cabreiresa, cuyo ámbito informativo se centra en la actualidad general de toda la comarca, redacta buena parte de sus noticias tanto en este dialecto como en la variante del gallego hablada en los pueblos situados en la parte más occidental de La Cabrera.

## Cultivo literario
No ha sido hasta finales del siglo XX cuando han aparecido las primeras publicaciones con carácter literario usando como eje el dialecto cabreirés. Estas han venido principalmente de la mano de los relatos de la cabreiresa Teodora Barrio o el reconocido escritor leonés Xosepe Vega, quien con El Cascabelicu, un relato escrito en cabreirés, se hacía con el primer premio en el I Certame Lliterariu de la asociación cultural La Caleya patrocinado por el Ayuntamiento de Astorga., publicando posteriormente algunos más utilizando esta misma variante en su obra Epífora y outros rellatos.
Fruto de la colaboración entre las asociaciones culturales Facendera pola Llengua y La Caleya se editó en 2009 El Prencipicu, versión en dialecto cabreirés de la obra del escritor francés Antoine de Saint-Exupéry, El Principito. Este libro surge como consecuencia de la labor pedagógica realizada con siete alumnos cabreireses de la Residencia de Estudiantes de Astorga dentro de la llamada Aula de Cultura Cabreiresa. Este ejemplar presenta ciertas características que lo diferencian de otras ediciones análogas; el narrador del libro se expresa en un lenguaje cabreirés general, mientras que algunos personajes hablan en dialecto bañés puro (La Baña), o en otras hablas de la Cabrera Alta (Corporales) o Baja (Odollo). Estas hablas cabreiresas alternan los diminutivos -ín e -icu, y con el fin de evitar el -ín, general en León, que lo hacía coincidir con la traducción al asturiano que hiciera García Arias del mismo libro en los años ochenta, se optó por el diminutivo cabreirés -icu para el título: El Prencipicu.